# IC 2928
IC 2928 је спирална галаксија у сазвјежђу Велики медвјед која се налази на листи објеката дубоког неба у Индекс каталогу.
Деклинација објекта је + 34° 18' 58" а ректасцензија 11h 33m 29,9s. Привидна величина (магнитуда) објекта IC 2928 износи 13,7 а фотографска магнитуда 14,5. IC 2928 је још познат и под ознакама UGC 6540, MCG 6-25-86, CGCG 185-87, CGCG 186-5, PGC 35687.